# Kaiserlinden (Weimar)

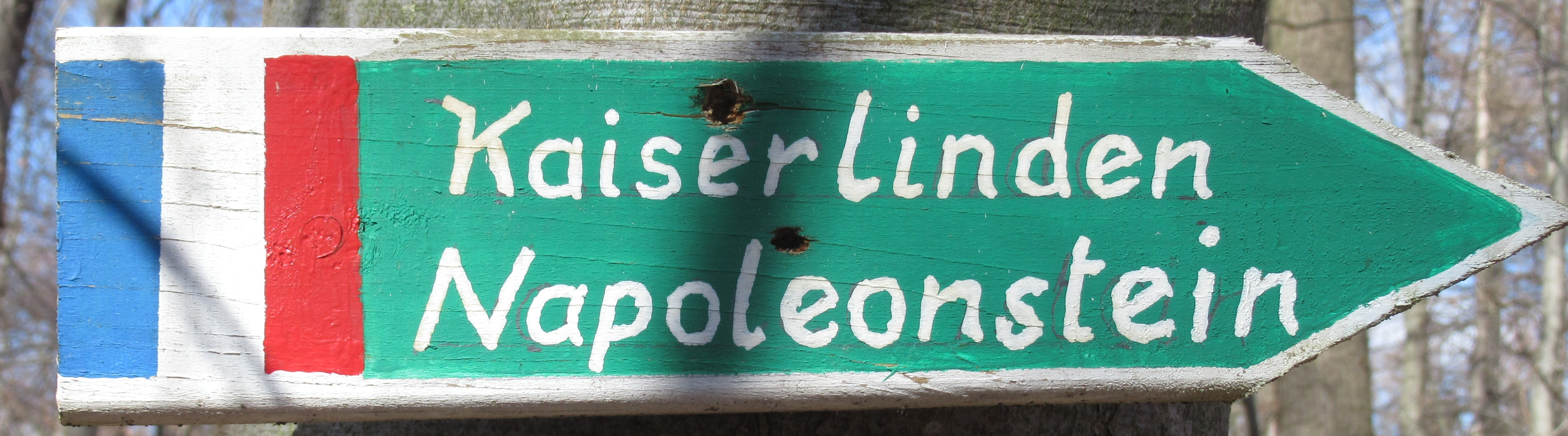
Schild (nördlicher Zugang)

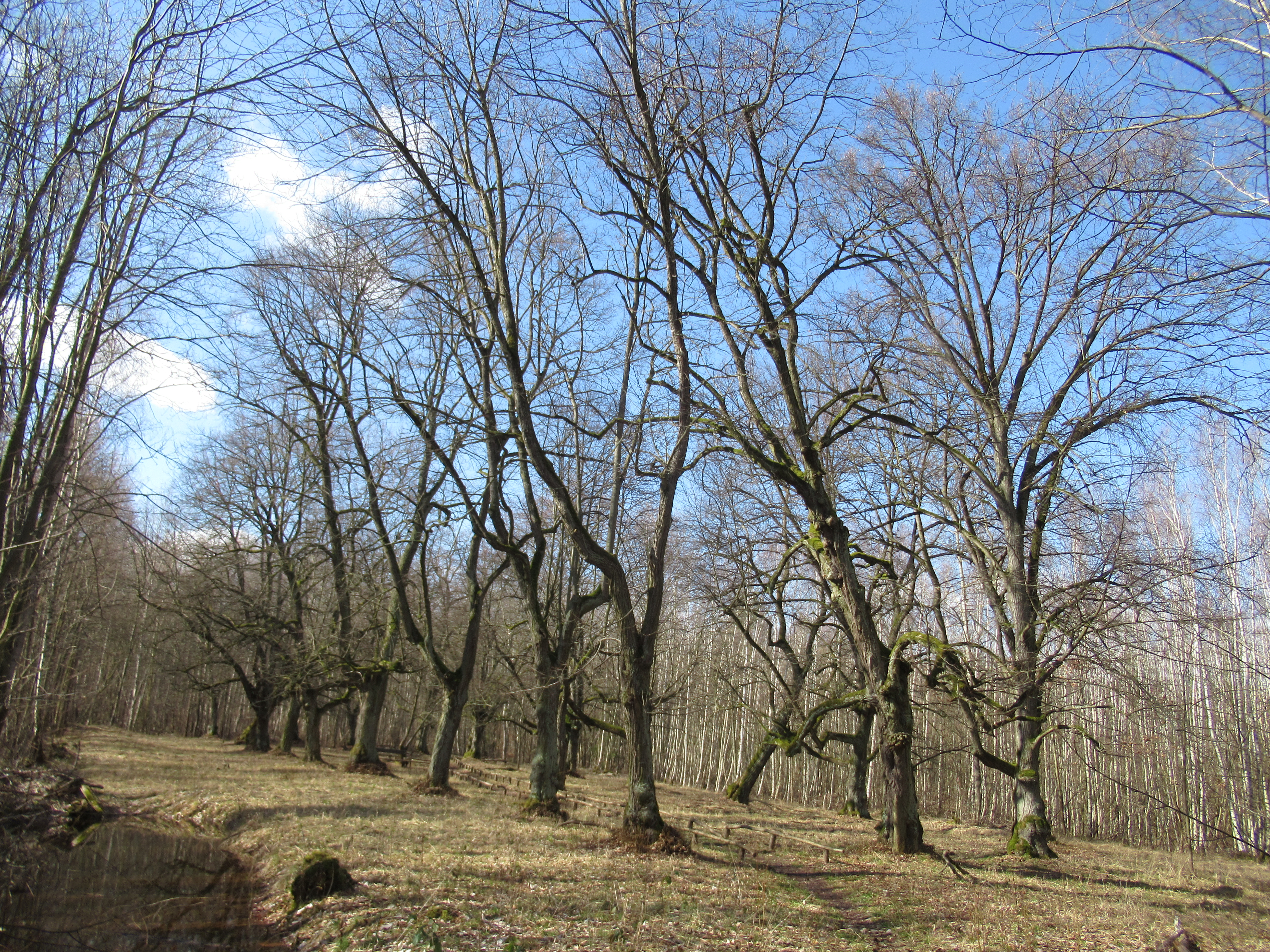
Die ein Zeltdach bildenden Linden

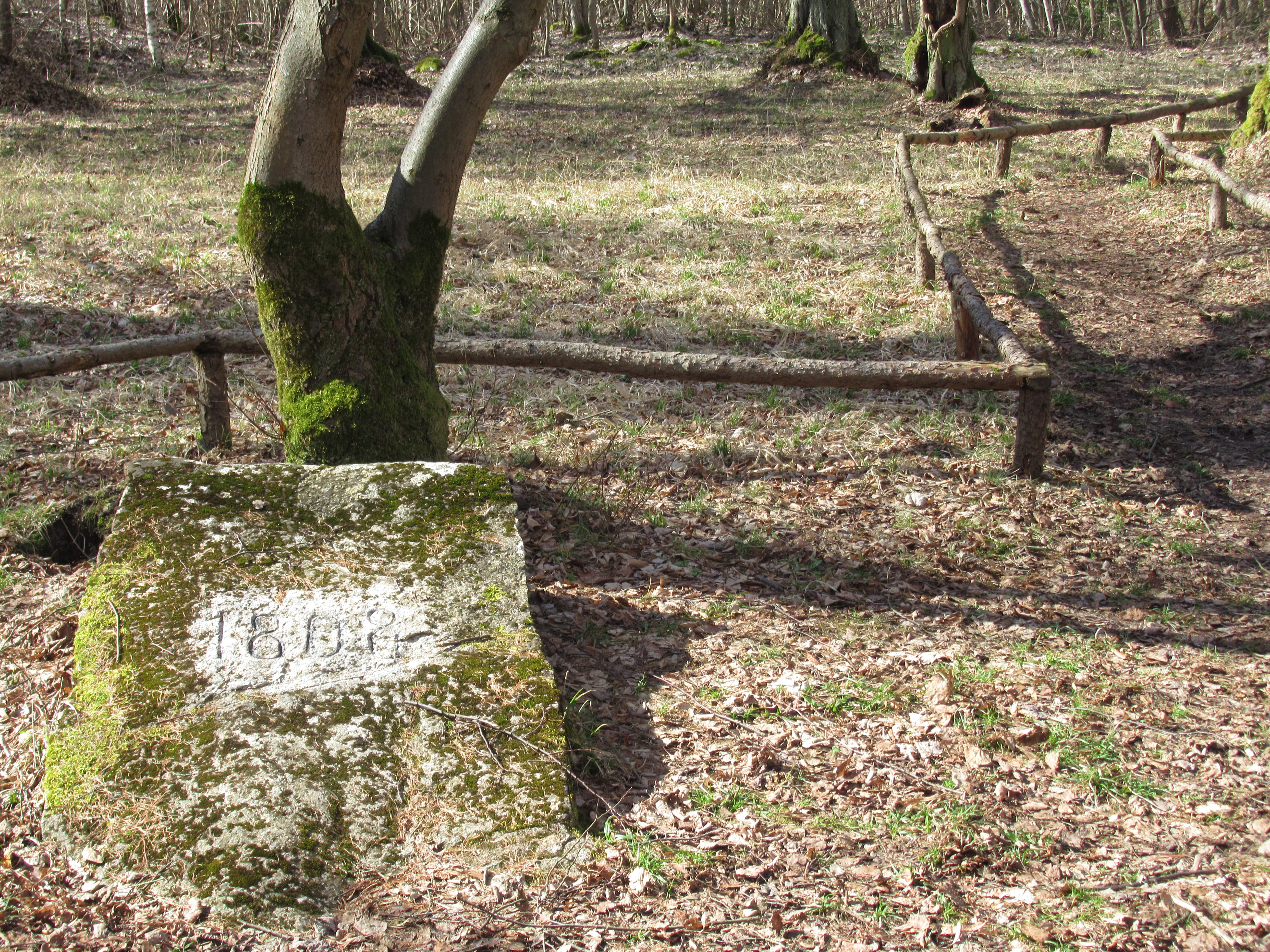
Napoleonstein mit der Jahreszahl 1808

Nicht weit westlich der Ettersberg-Siedlung auf dem Großen Ettersberg unweit der Naturparzelle Rautenschlag wurde 1817 in Erinnerung an eine Jagd am 8. Oktober 1808 eine Gruppe von 26 Linden gepflanzt, die Kaiserlinden genannt werden. 
Sie stehen auf dem Platz, auf dem Kaiser Napoleon I. von Frankreich, Zar Alexander I. von Russland, die Könige von Bayern, Sachsen, Württemberg, der Fürst Primas Dalberg, der Fürst von Neuchatel sowie die französischen Marschälle Nicholas Soult und Jean Lannes zugegen waren. Veranstalter der Jagd war Großherzog Carl August (Sachsen-Weimar-Eisenach), der die Jagd als Begleitprogramm zu dem Erfurter Fürstenkongress veranstaltete, der bis zum 14. Oktober 1808 andauerte. Als Standort diente ein großer Jagdschirm aus Tüchern, an dem auch das zu schießende Wild zusammengetrieben wurde. Dort fand auch die Bewirtung der Gäste statt. Als äußeres Zeichen dieser Jagd dient der Napoleonstein.
Dieser Ort war lange Zeit nur für Personen mit guten Ortskenntnissen zugänglich, da eine Ausschilderung fehlte. Auf der Lichtung, auf der heute der Gedenkstein steht, ließ Carl August symbolisch in Erinnerung an die 26 Säulen des riesengroßen Jagdzeltes 26 Linden pflanzen. Der sog. Napoleonstein ist ein Findling, auf dem nur die Jahreszahl 1808 zu lesen ist. Dieses wurde durch weißem Farbaufstrich hervorgehoben.
Nicht weit hiervon entfernt liegt der Bocksee.